# Nick Baines (évêque)
Nicholas Baines, né le 13 novembre 1957 à Liverpool, est un ecclésiastique anglican britannique. Après avoir été évêque de Bradford de 2011 à 2014 et de Croydon de 2003 à 2011, il est évêque de Leeds depuis 2014.

## Jeunesse
Baines fait ses études à la Holt Comprehensive School de Liverpool de 1969 à 1976 avant d'étudier à l'Université de Bradford, où il obtient un baccalauréat ès arts en allemand et en français en 1980. Il travaille ensuite comme linguiste au GCHQ pendant quatre ans, où il apprend également le russe  .
Il se forme pour l'ordination au Trinity College de Bristol, où il obtient un baccalauréat ès arts en études théologiques .

## Ministère ordonné
Baines est ordonné diacre à Petertide le 5 juillet 1987 par George Hacker, évêque de Penrith et est ordonné prêtre le Petertide suivant, le 3 juillet 1988, par David Halsey, évêque de Carlisle, les deux fois à la cathédrale de Carlisle. Il commence sa carrière comme vicaire adjoint à l'église St Thomas, Kendal, et à l'église St Catherine, Crook. Il part ensuite à Leicester, servant brièvement comme ministre associé de l'église Holy Trinity avant de devenir vicaire de Rothley (1992-2000), période pendant laquelle il est également aumônier d'une unité de santé mentale pour adultes. En 1995, il est nommé doyen rural de Goscote . En 2000, Baines devient archidiacre de Lambeth dans le diocèse de Southwark où il supervise les projets pour les enfants et les jeunes du diocèse. Il est membre du Synode général de l'Église d'Angleterre de 1995 à 2005.
Baines est nommé évêque de Croydon en 2003, succédant à Wilfred Wood. Il est consacré par Rowan Williams, archevêque de Cantorbéry, à la cathédrale Saint-Paul et installé dans la cathédrale de Southwark le 8 mai 2003 .
La confirmation de l'élection de Baines au siège de Bradford a lieu le 1er avril 2011 et il est intronisé à la cathédrale de Bradford le 21 mai suivant. En 2011, Baines déclare que « les chrétiens devraient apprendre des musulmans comment exister en tant que culture » minoritaire « dans les villes britanniques qui sont de plus en plus dominées par les communautés d'immigrants » .
Le 4 février 2014, il est nommé évêque diocésain et régional de Leeds. En 2015, il rejoint la Chambre des lords où il siège en tant que lord spiritual.
Baines est un habitué des médias, apparaissant régulièrement dans Pause for Thought sur BBC Radio 2. Pendant son séjour à Leicester, il est présent régulièrement sur BBC Radio Leicester et Leicester Sound et reçoit à deux reprises une mention élogieuse aux Andrew Cross Awards pour la diffusion religieuse.

## Vie privée
Baines épouse sa femme, Linda, en 1980, et ils ont trois enfants.
Linguiste accompli, il prêche et présente des articles universitaires en allemand et reçoit en 2022 le prix David Crystal du Chartered Institute of Linguists .

## Publications
- Nick Baines, Hungry for Hope, London, 1st, 1991 (ISBN 978-0232519235)
- Nick Baines, Speedbumps and Potholes: Looking for Signs of God in the Everyday, Edinburgh, Saint Andrews Press, 2004 (ISBN 978-0715208069)
  - Am Rande bemerkt (German edition)
- Nick Baines, Jesus and People Like Us: The Transforming Power of Grace, Edinburgh, Saint Andrew Press, 2004 (ISBN 978-0715208205)
- Nick Baines, Marking Time: 47 Reflections on Mark's Gospel for Lent, Holy Week and Easter, Edinburgh, Saint Andrew, 2005 (ISBN 978-0715208298)
- Nick Baines, Hungry for Hope?, Edinburgh, 2nd, 2007 (ISBN 978-0715208441)
- Nick Baines, Finding Faith: Stories of Music and Life: Getting in Tune with God, Edinburgh, Saint Andrew, 2008 (ISBN 978-0715208687)
  - In hoechsten Toenen (German edition)
- Nick Baines, Scandal of Grace: the danger of following Jesus, Edinburgh, Saint Andrew Press, 2008 (ISBN 978-0715208663)
- Nick Baines, Why Wish You a Merry Christmas?: What Matters (and What Doesn't) in the Festive Season, London, Church House Publishing, 2009 (ISBN 978-0956282101)